# Château de Verreux
Le château de Verreux est un monument situé à Arbois dans le département du Jura. L'édifice est inscrit aux monuments historiques depuis 1997.